# Vúmetro

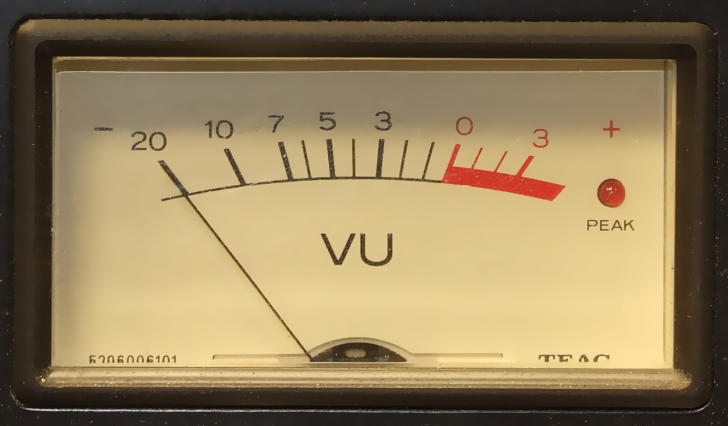
Un vúmetro analógico con indicador led de saturación.

El vúmetro (del inglés VU meter) es un dispositivo indicador en equipos de audio para mostrar el nivel de señal en unidades de volumen,  también es llamado indicador del volumen.

## Características

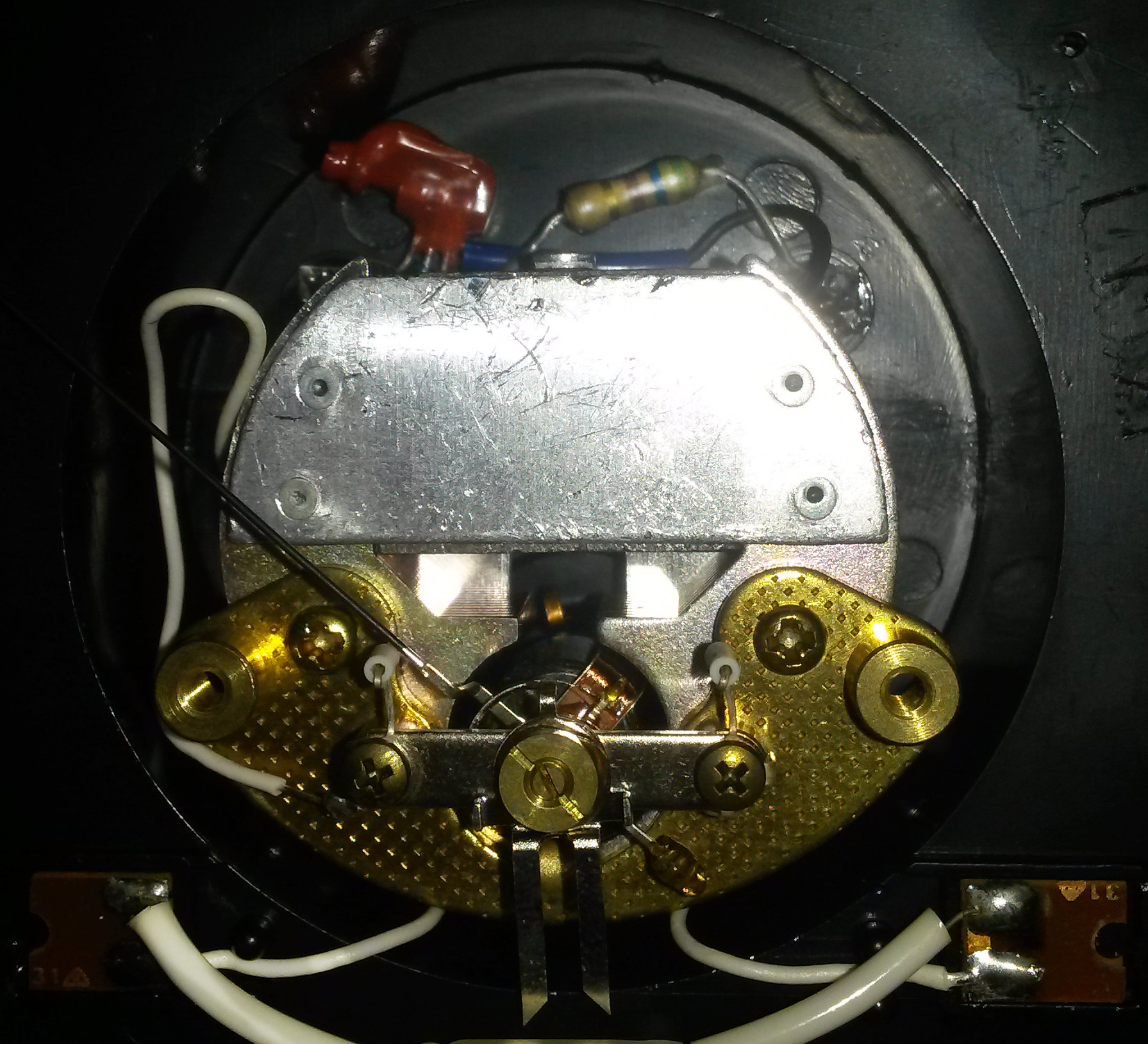
Detalle del interior de un vúmetro SVI.

Consta de un instrumento de bobina móvil o galvanómetro con una balística (amortiguamiento) determinada, alimentado por medio de un rectificador de onda completa que se conecta a la línea de audio mediante una resistencia en serie. No necesita más fuente de energía para su funcionamiento que la señal de entrada.
Esencialmente permite visualizar las variaciones de la tensión en la señal de audio, rectificándola y obteniendo el valor medio. Este se obtiene por la balística del instrumento usado, no por una integración capacitiva. Lo que exige que el galvanómetro de un vúmetro no sea fabricado igual que otros tipos de medidores eléctricos (como los amperímetros, voltímetros, etc.) para conformar el estándar SVI (Standard Volume Indicator).
El vúmetro no fue diseñado para medir explícitamente la tensión de la señal, sino para que los usuarios tuvieran una referencia u objetivo de 0 VU, identificado como el 100 % o 0 decibelios, en telefonía y en la modulación de los transmisores de la época, por lo que no era muy importante que el dispositivo no fuera extremadamente lineal o preciso para bajos niveles. En efecto, la escala de -20 VU a +3 VU, con 0 VU al 70 % de la escala, fue limitado por la tecnología de la época. La mitad superior de la escala solo cubre 6 dB, permitiendo ajustar con precisión solo los niveles alrededor de 0 VU. 

## Unidad VU

La respuesta de un vúmetro (línea negra) comparada con el nivel instantáneo de la entrada (área gris).
El nivel se indica en dB y el tiempo en segundos.

La unidad de volumen VU (del inglés Volume Unit) se define como: "El indicador de volumen marca 0 VU cuando se conecta a una salida con una resistencia interna de 600 ohmios, para una señal sinusoidal de 1000 Hz y una amplitud de +4 dBu." 

## Funcionamiento

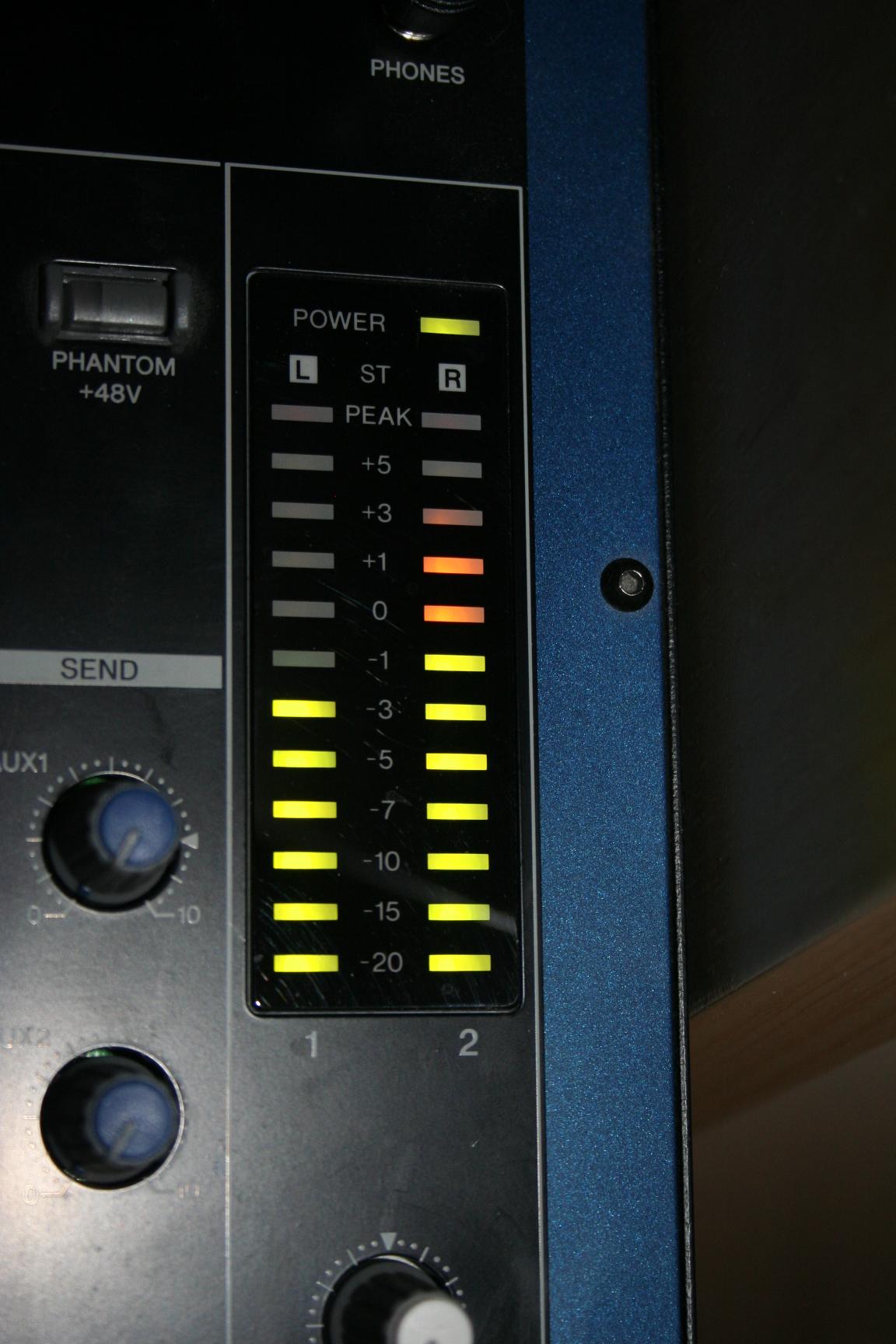
Un vúmetro digital.

Fue desarrollado originalmente en 1939 por el esfuerzo combinado de Bell Labs y los organismos de radiodifusión CBS y NBC para la medición y la normalización de los niveles en las líneas telefónicas, identificado como medidor de volumen estándar (SVI o Standard Volume Indicator). 

Aunque sus especificaciones reflejan la filosofía de los años 30, fue estandarizado en 1942, corregido en 1953, redefinido como estándar IEC N.º 268-17/1990 y IEEE/ANSI N.º 152/1991, y actualizado en 1999. 
Es intencionalmente "lento" en la medición, promediando máximos y mínimos de corta duración para reflejar el volumen percibido.

Para identificar la amplitud de las crestas de señal, existe otro instrumento de medición, denominado medidor de picos.
Sus características dinámicas se determinaron sobre la base de la aparente respuesta del oído humano, de manera que si se aplica una señal sinusoidal que exija un salto de +20 VU, el instrumento tardará 0,3 segundos en estabilizar su deflexión, con un amortiguamiento crítico. Lo que introduce un efecto de enmascaramiento, por lo que el instrumento es incapaz de reflejar correctamente el máximo nivel de señales de audio complejas y transitorias de rápido crecimiento. Ya que su función es indicar el nivel de sensación sonora que se escucha.
Una señal instantánea de la voz o de la música puede tener en realidad picos de más de 10 VU por encima del valor medido. Como resultado, los equipos de grabación y los de distribución en una cadena de audio necesitan tener un techo o margen superior muy elevados para evitar recortes en los picos del material de programa, cuando se presentan ráfagas de alto volumen de corta duración. Por lo que un equipo que maneje +4 dBm como valor de referencia, debe tener un techo mínimo de +14 dBm a una distorsión armónica total de menos del 1 %. 
El uso indiscriminado de indicadores de nivel usados como vúmetros (emulando a los SVI), en equipos no estandarizados, hace que la marca de 0 VU solo indique que el equipo está en el máximo valor medio de programa, pero no garantiza la compatibilidad con otros equipos. Entonces, la mala interpretación de este valor lleva comúnmente a que los usuarios saturen la señal por exceso de amplitud, resultando en un recorte de la misma.

## Vúmetros Digitales
Se ha reemplazado en muchos equipos el tradicional vúmetro de aguja por indicadores luminosos con leds. 
Además del nivel ponderado, algunos vúmetros digitales también muestran los picos o máximos. Como regla general, los niveles de grabación deben ser tales que no superen el área roja más allá de 0 VU, o solo en raras ocasiones. Si el volumen de grabación es demasiado alto, la calidad del sonido y respuesta en frecuencia es generalmente más pobre y los efectos de saturación y recorte pueden ser especialmente problemáticos para un sistema de grabación digital. Por el contrario si el nivel es demasiado bajo, los niveles de ruido serán altos en relación con la señal principal que se está grabando.